# Calumma tigris
Calumma tigris este o specie de cameleoni din genul Calumma, familia Chamaeleonidae, descrisă de Heinrich Kuhl în anul 1820. A fost clasificată de IUCN ca specie în pericol. Conform Catalogue of Life specia Calumma tigris nu are subspecii cunoscute.